# Canton de Nice-14
Le canton de Nice-14 est une ancienne division administrative française, située dans le département des Alpes-Maritimes et la région Provence-Alpes-Côte d'Azur. Créé en 1982, il disparait à la suite du redécoupage cantonal de 2014.

## Histoire
Le canton est créé par le décret du 25 janvier 1982 qui redéfinit les limites des cantons de Nice-1, Nice-2, Nice-3, Nice-7, Nice-9, Nice-10, et intègre dans ce périmètre trois nouveaux cantons : Nice-12, Nice-13, Nice-14.

## Représentation
| Date d'élection | Identité                  | Parti                  | Qualité                                                                          |
| --------------- | ------------------------- | ---------------------- | -------------------------------------------------------------------------------- |
| 1982            | Antoine Martin            | RPR                    |                                                                                  |
| 1992            | Marie-Jeanne Murcia       | UDF                    | Conseillère municipale de Nice                                                   |
| 1992            | Jacques Peyrat            | FN, puis DVD, puis RPR | Conseiller municipal de Nice Maire de Nice (à partir de 1995) Député (1997-1998) |
| 1998            | Paul Cuturello            | PS                     | Sociologue Conseiller municipal de Nice                                          |
| 2004            | Paul Cuturello            | PS                     | Conseiller municipal de Nice                                                     |
| 2011            | Dominique Estrosi Sassone | UMP                    | Adjointe au maire de Nice Sénatrice depuis 2014                                  |

## Composition
Le 14e canton de Nice se composait d’une fraction de la commune de Nice. Il comptait 25 665 habitants (population municipale) au 1er janvier 2012.
| Nom              | Code Insee | Intercommunalité           | Population (dernière pop. légale)                |
| ---------------- | ---------- | -------------------------- | ------------------------------------------------ |
| Nice (chef-lieu) | 06088      | Métropole Nice Côte d'Azur | Fraction : 25 665(2012) Commune : 343 895 (2014) |

Quartiers de Nice inclus dans le canton :
- l'Arénas (avec l'aéroport et lycée hôtelier) ;
- Saint-Augustin ;
- les Moulins ;
- Caucade (partie) ;
- Sainte-Marguerite (avec seulement les numéros impairs de l'avenue Sainte-Marguerite).

## Démographie
| 1982 | 1990   | 1999   | 2006   | 2011   | 2012   |
| ---- | ------ | ------ | ------ | ------ | ------ |
| -    | 31 974 | 34 794 | 25 576 | 25 844 | 25 665 |

## Élections

### 1992
À la suite du décès d'Antoine Martin, une élection cantonale partielle est organisée les 16 et 23 février 1992. Au premier tour, le candidat du Front national Jacques Peyrat arrive en tête avec 37,96 % des voix. Il est suivi par la candidate UDF Marie-Jeanne Murcia (15,81 %), qui devance de quarante-deux voix le candidat investi par le RPR Richard Giamarchi (par ailleurs secrétaire départemental de ce parti). Le candidat du PS Paul Cuturello recueille quant à lui 12,11 %. Le duel du second tour est remporté par Marie-Jeanne Murcia, soutenue par l'ensemble des opposants au Front national.

### 1993
L'élection cantonale de mars 1992, qui a été gagnée par Jacques Peyrat, est annulée et une élection partielle est organisée en juin 1993. Jacques Peyrat en sort à nouveau victorieux, en battant Marie-Jeanne Murcia avec 57 % des voix au second tour.